# قناة الدنيا الفضائية
قناة الدنيا الفضائية هو محطة تلفزيونية فضائية سورية خاصة تبث من دمشق بسوريا منذ سنة 2007. يملكها رجل الأعمال رامي مخلوف.

## توجهاتها
هي قناة تلفزيونية موجهة عربيا، أي ليست موجهة للداخل السوري فقط بل إلى المشاهد العربي في كل مكان تحاول تقديم كل ما يلبي تطلعات ورغبات وتوجهات المشاهدين العرب للارتقاء والرقي، فتقدم له المواد الإعلامية المنوعة في سبيل تحقيق المتعة والفائدة. وهي قناة مستقلة، غير تابعة بشكل رسمي لأي حزب أو تنظيم أو حكومة، لكنها إعلام منحاز إلى الحكومة السورية حيث يقوم بنشر كل ما تقوله الحكومة السورية وتعارض أي توجه مخالف لها، وذلك بحملاتها الاعلامية ضد الجزيرة وبي بي سي والعربية بشكل أساسي وغيرها بشكل ثانوي[بحاجة لمصدر].
شعارها صوت الناس - وصورة الحياة

## البرامج
يعرض تلفزيون الدنيا مختلف أنواع البرامج الإخبارية والفنية والثقافية والاجتماعية والرياضية والمسلسلات الدرامية السورية والعربية وكل ما يهم المشاهد العربي من قضايا.
و رغم أن نسبة البرامج الإخبارية تصل إلى 40% من بقية البرامج المعروضة فإن هذا لا يجعل من الدنيا قناة إخبارية
من برامج تلفزيون الدنيا
- منا وفينا
- منارات
- أوتو سبور
- من غرفة الأخبار
- الساعة الحرة
- صباح الخير عالدنيا
- التضليل الاعلامي

ومن المسلسلات:
- بواب الريح.
- عيلة سبع نجوم.
- عيلة خمس نجوم.

## مقر القناة
دمشق - مدينة المعارض على طريق مطار دمشق الدولي

## تردد القناة
- النايل سات: 11178 Hor. 27500
- بدر: 12054 Ver. 27500
- تم اغلاقه بسب تعطل بسب ثورة سوريا في سنة 2012

## المصدر
1. ↑  Flamand, Hugh Macleod and Annasofie. "Through the sniper's sights". www.aljazeera.com (بالإنجليزية). Archived from the original on 2020-10-27. Retrieved 2021-01-23.

موقع قناة الدنيا الفضائية